# Касакова
Касакова (ест. Kasakova), також Косакова, Коссікова, Коскова — село в Естонії, входить до складу волості Меремяе, повіту Вирумаа.